# 鄧肯 (密西西比州)
鄧肯（英語：Duncan）是位於美國密西西比州玻利瓦縣的城鎮。

## 人口
根據2020年美國人口普查的數據，鄧肯的面積為2.37平方千米，皆為陸地。當地共有人口276人，而人口密度為每平方千米116人。